# Колберг (Горњи Палатинат)
Колберг (њем. Kohlberg) град је у њемачкој савезној држави Баварска. Једно је од 38 општинских средишта округа Нојштат ан дер Валднаб. Према процјени из 2010. у граду је живјело 1.275 становника. Посједује регионалну шифру (AGS) 9374131.

## Географски и демографски подаци
Колберг се налази у савезној држави Баварска у округу Нојштат ан дер Валднаб. Град се налази на надморској висини од 482 метра. Површина општине износи 33,5 km². У самом граду је, према процјени из 2010. године, живјело 1.275 становника. Просјечна густина становништва износи 38 становника/km².